# Csopak
Csopak là một thị trấn thuộc hạt Veszprém, Hungary. Thị trấn này có diện tích 23,98 km², dân số năm 2010 là 1588 người, mật độ 66 người/km².